# Bartosz Bereszyński
Bartosz Bereszyński (sinh ngày 12 tháng 7 năm 1992) là một cầu thủ bóng đá chuyên nghiệp người Ba Lan thi đấu ở vị trí hậu vệ cho câu lạc bộ Serie A Sampdoria và đội tuyển quốc gia Ba Lan.